# Charles Monsalvo
Charles Monsalvo (Santa Marta, Magdalena, Colombia, 26 de mayo de 1990) es un futbolista colombiano. Juega como delantero y actualmente esta sin equipo.

## Trayectoria

### Boyacá Chico
Debutó el 13 de mayo de 2009 en el Estadio de La Independencia frente al Deportivo Cali anotando un gol al minuto 80 de juego, dándole un empate a su equipo.

### Rosario Central
En agosto del año 2010 el delantero cafetero se sumó a las filas de Rosario Central mediante un contrato que lo vincula al club en calidad de préstamo por un año. Por haber llegado con ritmo de juego, habiendo jugado tres partidos con Boyacá Chicó, es tenido en cuenta por el director técnico de la institución Rosarina, Reinaldo Merlo para la alineación titular.

### Club Celaya
El 30 de junio de 2015 se confirma que es nuevo jugador del Club Celaya en la Liga de Ascenso de México.

### América de Cali
El 22 de diciembre de 2016 se confirma la contratación del delantero Charles Monsalvo y será un gran refuerzo en su regreso a la máxima categoría del club América de Cali en la Liga Águila de Colombia.

### Sport Huancayo
En febrero de 2018 se vuelve nuevo jugador del Club Sport Huancayo de la Primera División del Perú. Debuta el 15 de febrero de 2018 en el empate a cero goles como visitantes frente a Unión Española por la Copa Sudamericana 2018. Marca su primer gol el 8 de marzo en el partido de vuelta de la Copa Sudamericana en la goleada 3 por 0 clasificando a la siguiente fase. En un encuentro disputado por el Torneo de Verano 2018 contra Deportivo Municipal, Charles agredió a su entrenador Marcelo Grioni por la poca continuidad y los pocos minutos que se le iba a brindar en el encuentro.
Luego de su abrupta salida de Huancayo, emigra nuevamente a Armenia para jugar en FC Ararat-Moskva Yerevan, club que salió campeón de su liga. Jugó en el club con sus compatriotas Giovanny Martínez y Jerry Ortiz.
También tuvo un paso por 6 meses por Al Kharitiyath de Catar.

## Clubes
| Club                     | País      | Año         |
| ------------------------ | --------- | ----------- |
| Envigado F. C.           | Colombia  | 2007 - 2008 |
| Boyacá Chicó             | Colombia  | 2009 - 2010 |
| Rosario Central          | Argentina | 2010        |
| Boyacá Chicó             | Colombia  | 2011        |
| Deportes Tolima          | Colombia  | 2012 - 2014 |
| Independiente Medellín   | Colombia  | 2015        |
| Celaya                   | México    | 2015 - 2016 |
| América de Cali          | Colombia  | 2017        |
| Rionegro Águilas         | Colombia  | 2017        |
| Sport Huancayo           | Perú      | 2018        |
| FC Ararat-Moskva Yerevan | Armenia   | 2018        |
| Al-Kharitiyath           | Catar     | 2019        |
| Sport Huancayo           | Perú      | 2020 - 2022 |
| Alianza Universidad      | Perú      | 2023        |

## Estadísticas
| Club                              | Div                 | Temporada           | Liga  | Liga  | Copa nacional * | Copa nacional * | Copa internacional ** | Copa internacional ** | Total | Total |
| Club                              | Div                 | Temporada           | Part. | Goles | Part.           | Goles           | Part.                 | Goles                 | Part. | Goles |
| --------------------------------- | ------------------- | ------------------- | ----- | ----- | --------------- | --------------- | --------------------- | --------------------- | ----- | ----- |
| Envigado F.C. · Colombia          | 1.ª                 | 2008                | 12    | 1     | 0               | 0               | -                     | -                     | 12    | 1     |
| Envigado F.C. · Colombia          | Total               | Total               | 12    | 1     | 0               | 0               | 0                     | 0                     | 12    | 1     |
| Boyacá Chicó · Colombia           | 1.ª                 | 2009                | 20    | 8     | 1               | 1               | -                     | -                     | 21    | 9     |
| Boyacá Chicó · Colombia           | 1.ª                 | 2010                | 14    | 2     | 0               | 0               | -                     | -                     | 14    | 2     |
| Boyacá Chicó · Colombia           | Total               | Total               | 34    | 10    | 1               | 1               | 0                     | 0                     | 35    | 11    |
| Rosario Central Argentina         | 2.ª                 | 2010/11             | 2     | 0     | 0               | 0               | -                     | -                     | 2     | 0     |
| Rosario Central Argentina         | Total               | Total               | 2     | 0     | 0               | 0               | 0                     | 0                     | 2     | 0     |
| Boyacá Chicó · Colombia           | 1.ª                 | 2011                | 28    | 9     | 9               | 4               | -                     | -                     | 37    | 13    |
| Boyacá Chicó · Colombia           | Total               | Total               | 28    | 9     | 9               | 4               | 0                     | 0                     | 37    | 13    |
| Deportes Tolima · Colombia        | 1.ª                 | 2012                | 15    | 3     | 4               | 2               | 1                     | 0                     | 20    | 5     |
| Deportes Tolima · Colombia        | 1.ª                 | 2013                | 23    | 9     | 5               | 5               | 8                     | 1                     | 36    | 15    |
| Deportes Tolima · Colombia        | 1.ª                 | 2014                | 14    | 6     | 2               | 0               | 0                     | 0                     | 20    | 6     |
| Deportes Tolima · Colombia        | Total               | Total               | 52    | 18    | 11              | 7               | 9                     | 1                     | 76    | 26    |
| Independiente Medellín · Colombia | 1.ª                 | 2015                | 11    | 3     | 4               | 2               | 0                     | 0                     | 15    | 5     |
| Independiente Medellín · Colombia | Total               | Total               | 11    | 3     | 4               | 2               | 0                     | 0                     | 15    | 5     |
| Club Celaya · México              | 2ª                  | 2015/16             | 14    | 3     | 5               | 2               | 0                     | 0                     | 19    | 5     |
| Club Celaya · México              | 2ª                  | 2016/17             | 13    | 3     | 3               | 0               | 0                     | 0                     | 16    | 3     |
| Club Celaya · México              | Total               | Total               | 27    | 6     | 8               | 2               | 0                     | 0                     | 35    | 8     |
| America de Cali · Colombia        | 1.ª                 | 2017                | 6     | 0     | 4               | 0               | 0                     | 0                     | 10    | 0     |
| America de Cali · Colombia        | Total               | Total               | 6     | 0     | 4               | 0               | 0                     | 0                     | 10    | 0     |
| Rionegro Águilas · Colombia       | 1.ª                 | 2017                | 13    | 0     | 4               | 0               | 0                     | 0                     | 13    | 0     |
| Rionegro Águilas · Colombia       | Total               | Total               | 13    | 0     | 4               | 0               | 0                     | 0                     | 13    | 0     |
| Sport Huancayo · Perú             | 1.ª                 | 2018                | 6     | 1     | 0               | 0               | 2                     | 1                     | 8     | 2     |
| Sport Huancayo · Perú             | Total               | Total               | 6     | 1     | 0               | 0               | 2                     | 1                     | 8     | 2     |
| Ararat-Moskva Armenia             | 1.ª                 | 2018                | 9     | 1     | 2               | 2               | 0                     | 0                     | 11    | 3     |
| Ararat-Moskva Armenia             | Total               | Total               | 9     | 1     | 2               | 2               | 0                     | 0                     | 11    | 3     |
| Al-Kharitiyath Catar              | 1.ª                 | 2019                | 6     | 0     | 0               | 0               | 0                     | 0                     | 6     | 0     |
| Al-Kharitiyath Catar              | Total               | Total               | 6     | 0     | 0               | 0               | 0                     | 0                     | 6     | 0     |
| Sport Huancayo · Perú             | 1.ª                 | 2020                | 14    | 5     | 0               | 0               | 3                     | 0                     | 17    | 5     |
| Sport Huancayo · Perú             | 1.ª                 | 2021                | 13    | 0     | 0               | 0               | 5                     | 0                     | 18    | 0     |
| Sport Huancayo · Perú             | Total               | Total               | 27    | 5     | 0               | 0               | 8                     | 0                     | 35    | 5     |
| Total en su carrera               | Total en su carrera | Total en su carrera | 246   | 54    | 36              | 17              | 19                    | 2                     | 301   | 73    |

## Palmarés

### Campeonatos nacionales
| Título        | Club            | País     | Año  |
| ------------- | --------------- | -------- | ---- |
| Copa Colombia | Deportes Tolima | Colombia | 2014 |

## Controversias
En la fecha posterior a la final del torneo A 2015 de la Copa Águila, equivalente al torneo nacional, aparecieron en la cuenta personal del jugador en Twitter comentarios desobligantes hacia la hinchada de su anterior equipo, el Deportes Tolima, cuestionando la falta de títulos, que a su juicio, tiene la escuadra Pijao; no deja de ser irónico el hecho que en el palmarés del jugador solo tiene un campeonato justamente con ese equipo.
El jugador, luego de la entendible reacción de los Tolimenses, dijo haber sufrido un hackeo en su cuenta en Twitter y que los mensajes no eran suyos. Sin embargo es ampliamente conocido que Monsalvo no salió muy contento del Tolima ya que justamente en los partidos de semifinales del torneo A 2015 dedicó de manera irónica una anotación que hizo a su antiguo jefe, Gabriel Camargo, propietario del Deportes Tolima.
Los hinchas del Tolima están familiarizados con los problemas del jugador, ya que incluso en alguna ocasión sus vecinos del barrio "Piedra Pintada" de la ciudad musical enviaron al Deportes Tolima una carta de protesta por las malas actitudes de Monsalvo con la comunidad.